# Limnophora pseudolispoides
Limnophora pseudolispoides är en tvåvingeart som först beskrevs av Peris 1963.  Limnophora pseudolispoides ingår i släktet Limnophora och familjen husflugor.
Artens utbredningsområde är Annobón. Inga underarter finns listade i Catalogue of Life.